# Ecphysarion
Ecphysarion is een geslacht van eenoogkreeftjes uit de familie van de Anchimolgidae. De wetenschappelijke naam van het geslacht is voor het eerst geldig gepubliceerd in 1993 door Humes.

## Soorten
- Ecphysarion ampullulum Humes, 1993
- Ecphysarion lobophorum (Humes & Ho, 1968)
- Ecphysarion spinulatum Humes, 1993